# Natalie Merchant (album)
Natalie Merchant è il sesto ed eponimo album in studio della cantautrice statunitense Natalie Merchant, pubblicato nel 2014. 
Si tratta del primo disco contenente solo materiale inedito dal 2001, anno di uscita di Motherland.

## Tracce
1. Ladybird – 6:37
2. Maggie Said – 4:27
3. Texas – 5:02
4. Go Down Moses – 5:01
5. Seven Deadly Sins – 4:51
6. Giving Up Everything – 4:20
7. Black Sheep – 4:08
8. It's A-Coming – 3:50
9. Lulu (Introduction) – 1:03
10. Lulu – 4:15
11. The End – 5:11